# یوروپا یونیورسالیس ۴
یوروپا یونیورسالیس ۴ (به انگلیسی: Europa Universalis IV) یک بازی ویدئویی وارگیم راهبرد کلان است که توسط شرکت سوئدی پارادوکس دولوپمنت استودیو ساخته و توسط پارادوکس اینتراکتیو منتشر شده‌است. نخستین نمایش از این بازی در ۲۰۱۳ برای سکوهای ویندوز، مکینتاش و یونیکس دیده شد و در ۱۳ اوت همان سال نیز منتشر شد. یوروپا یونیورسالیس ۴ از لحاظ شمارشی نسخه چهارم و از لحاظ زمانی نسخه پنجم سری است (پس از یوروپا یونیورسالیس: روم). بازیکن کنترل هر حکومتی میان سال‌های ۱۴۴۴ تا ۱۸۲۱ را در دست می‌گیرد و تلاش می‌کند که با به کار گرفتن اداره مناطق کشور، توسعه مناطق و تجارت، روابط دیپلماسی و عملیات‌های نظامی کشور خود را قدرتمند کند. بازی برروی یک تخته که به استان‌های گوناگون تقسیم شده شکل می‌گیرد.
یوروپا یونیورسالیس ۴ به شکل خلاقانه‌ای مکانیسم‌های نسخه پیشین، یوروپا یونیورسالیس ۳ را گسترش داده‌است. علاوه بر موتور نوساز بازی، مکانیک‌های گیم‌پلی تازه‌ای به بازی افزوده شده‌اند که بیشتر از بسته‌های گسترشی نسخه پیشین الهام گرفته شده‌اند و در میان نسخه‌های مجموعه نوآورانه واقع شده‌است. کارهای قابل انجام، رشد فناوری و تثبیت‌سازی کشور با امتیازهای پادشاهی انجام می‌شوند و نحوه انجام تجارت میان کشورها نیز تغییر کرده‌است.
یوروپا یونیورسالیس ۴ در پارادوکس دولوپمنت استودیو که سازندگان اصلی آن یوهان اندرسون و توماس اندرسون هستند ساخته شده‌است. هدف اصلی توسعه‌دهندگان ساده‌سازی رابط کاربری بازی و راحت کردن بازی برای بازیکنان جدید بود. تغییرات اعمال‌شده منجر به واکنش مثبت منتقدان شد که گیم‌پلی، تغییرات در مجموعه و محیط دیداری را ستودند. یوروپا یونیورسالیس ۴ در میان کاربران شبکه استیم نیز به محبوبیت قابل توجهی رسیده‌است.

## گیم‌پلی

آغاز بازی در سال ۱۴۴۴. بخارهای رو نقشه نشان‌دهنده مناطق کشف‌نشده‌است.

یوروپا یونیورسالیس ۴ یک بازی استراتژی هم‌زمان است و بازیکن در لحظه در بازی حضور دارد؛ با این وجود توسعه‌دهندگان ترجیح می‌دهند به علت سامانه شبکه فنی آن را یک بازی استراتژی جنگی خطاب کنند. بازی با یک تخته که می‌توان آن را بزرگنمایی کرد آغاز می‌شود؛ بسته به این که بازیکن چه کشوری را انتخاب کرده‌باشد، برخی مناطق که توسط آن کشور هنوز کشف نشده‌اند، روی نقشه نشان داده نمی‌شوند و تا زمانی که توسط کشور بازیکن اکتشاف نگردند، با بخاری پوشانده می‌شوند. در بالای صفحه می‌توان وضعیت کنونی کشور و معیارهای گوناگون مانند اعتبار و دیگر چیزها را مشاهده کرد. در پایین صفحه یک نوار ابزار برای مشاهده رویدادهای کشورهای دیگر در جهان بازی قرار دارد. علاوه بر این می‌توان صفحاتی برای جنبه‌های خاص مدیریت کشور باز نمود.

نوار بازی

در بالای صفحه بازی، یک نوار قرار دارد که چند علامت را نشان می‌دهد. به‌ترتیب از سمت چپ، ابتدا پرچم کشور مورد انتخاب و نام کشور قرار دارد. زیر پرچم، در سمت چپ گزینه امور کشور قرار دارد که صفحه‌ای باز می‌کند و می‌توان از آنجا ساختمان‌ها، خودمختاری استان‌ها، تغییر دین و فرهنگ استان‌ها و غیره را کنترل کرد و در سمت راست پایین پرچم گزینه‌ای قرار دارد که با کلیک کردن آن ۸ کشور ابرقدرت جهان را نشان می‌دهد. در سمت راست پرچم، به‌ترتیب میزان پول کشور، سربازها برای پر کردن ارتش‌ها، ملوانان، عدالت، فساد، پرستیژ، اقتدار شاهی (که اگر نوع حکومت جمهوری باشد نام آن اقتدار جهوری است) و تجسم قدرت قرار دارد. در نواری که نام کشور قرار دارد و زیر آمار است، مقدار سه امتیاز پادشاهی اداری، دیپلماسی و نظامی نشان داده می‌شود. خارج از نوار، ۴ علامت شکل آدمک قرار دارد که به ترتیب از سمت چپ نشان‌دهنده میزان بازرگانان، استعمارگران، دیپلمات‌ها و مبلغان مذهبی است و همچنین نشان می‌دهد در زمان چه تعدادی از آن‌ها موجود هستند. در پایین آن، عصری که بازی در آن زمان جریان دارد را نشان می‌دهد و می‌توان از بهره‌مندی‌های آن عصر استفاده کرد.
در یوروپا یونیورسالیس ۴، بازیکن نقش یک حاکم تاریخی از پیش تعیین‌شده را بر عهده می‌گیرد و از سال ۱۴۴۴ تا ۱۸۲۱ میلادی می‌توان به عنوان هر حاکم دلخواهی در کشورهای بازی کرد. شیوه بازی کردن بستگی به خود بازیکن دارد؛ اما به‌طور کلی بازی بر پایه سیستم امتیازهای پادشاهی است که بازیکن با انجام دادن کارهای خاصی آن‌ها را به‌دست می‌آورد.
در بازی، دین‌های شناخته‌شده‌ای مانند کاتولیک، ارتدکس، پروتستان، تسنن، شیعه و مزدیسنا، بودیسم، شینتو، زنده‌انگاری و گونه‌های مختلف پاگانیسم وجود دارند و هر کدام به گروه‌های خود تقسیم می‌شوند، به‌طور نمونه کاتولیک، ارتدکس و پروتستان در گروه مسیحیت و تسنن، شیعه و اباضیه در گروه مذاهب اسلامی قرار دارند. هر دین با توجه به ویژگی‌هایش، برای بازیکن منافع متفاوتی دارد. به‌طور نمونه، دین کاتولیک از سیستم پاپ بهره می‌برد که در هر دوره‌ای از زمان کشوری کنترل آن را در دست می‌گیرد و برای آن کشور سودهایی دارد.
گیم‌پلی بازی توسط رویدادهایی (Event) که به‌طور معمول پیش می‌آید تحت تأثیر قرار می‌گیرد. این رویدادها می‌توانند مفید یا مضر باشند. برخی از این رویدادها برای کشورهای ویژه‌ای بنا بر تاریخ آن، پیش می‌آیند؛ اما دیگر رویدادها برای افزودن تنوع در بازی افزوده شده‌اند و در تمامی کشورها اتفاق می‌افتند. بازیکنان می‌توانند میان تک‌نفره بازی‌کردن علیه هوش مصنوعی یا بازی کردن چندنفره با چندین بازیکن انسان و هوش مصنوعی با شبکه محلی انتخاب کنند. حالت تک‌نفره بازی یک حالت به عنوان «آیرون‌من» (Ironman) دارد که چندین گزینه مانند انتخاب درجه سختی بازی را غیرفعال می‌کند و ذخیره کردن روند بازی را متوقف می‌کند، به این معنی که اشتباهات برگشت‌ناپذیر هستند. با این وجود تنها راه گرفتن «اچیومنت» های بازی در حالت آیرون‌من است.

### حکومت
در یوروپا یونیورسالیس ۴ کشورها به استان‌های گوناگونی تقسیم شده‌اند. این استان‌ها هر کدام منبعی برای درآمد از طریق تولیدات و تجارت هستند و می‌توان در آن یگان‌های ارتش را آماده کرد. بازیکن در هر کدام از این استان‌ها می‌تواند ساختمان‌های گوناگونی مانند دادگاه، معبد، دانشگاه، دژ برای محافظت و کلیسا بسازد که هر کدام سودهای خودشان را دارند. هر ساختمانی در بازی رده‌بندی ویژه خود را دارد و بر پایه گونه و استفاده‌شان رده‌بندی شده‌اند.
مدیریت کشور با استفاده از یک سیستم نوین به نام «امتیازهای پادشاهی» انجام می‌شود. کشور توسط حاکمانی که توسط بازیکن کنترل می‌شوند و به مرور زمان تغییر می‌کنند اداره می‌شود. هر حاکمی با مهارت‌های اداری، دیپلماتی و نظامی سنجیده می‌شود که اثربخشی حاکم و سرعت به‌دست آوردن امتیازهای پادشاهی را اثر می‌دهد. به خاطر آن، بازیکن می‌تواند تصمیماتی بگیرد که از جمله آن‌ها می‌توان به ساخت ساختمان‌ها و استخدام ارتشبد و دریاسالاران و اجرای اصلاحات حکومتی اشاره نمود. یک معیار دیگر در بازی «تصمیم‌های ملی» است که توسط بازیکن انجام می‌شوند و پیراینده و تعدیل‌کننده‌های گوناگونی برای کشور ایجاد می‌نمایند. بازیکن نیز می‌تواند مشاور استخدام کند که سودهایی برای کشور ایجاد می‌کند.
از امتیازهای پادشاهی می‌توان برای ارتقای سطح فناوری کشور استفاده کرد. برخلاف نسخه‌های پیشین یوروپا یونیورسالیس فناوری از اقتصاد کشور تأثیر نمی‌گیرد. فناوری در بازی به سه دسته تقسیم می‌شود: فناوری اداری که سیاست‌های کشوری، ساختمان‌های نو برای ساخت، ایده را باز می‌کند؛ فناوری دیپلماتیک که تجارت و سطح ناوگان کشور را ارتقا می‌دهد و فناوری نظامی که سطح ارتش‌ها را ارتقاء می‌دهد و گونه‌های تازه سربازان را باز می‌کند. ایده‌ها، که با روند فناوری باز می‌شوند، معیارهای جدیدی به کشور می‌افزاید.
بازیکن باید ثبات کشور را نگه دارد. ثبات کشور با معیارهایی که میان -۳ تا ۳ است نشان داده می‌شود. اگر ثبات بالای صفر باشد احتمال شورش در کشور پایین می‌آید و میزان درآمد بالاتر می‌رود اما اگر زیر صفر باشد احتمال شورش بالاتر می‌رود و مقدار مالیات گرفته‌شده از استان‌ها کاهش می‌یابد. برخلاف نسخه‌های پیشین که افزودن ثبات کشور از بودجه کشور تأمین می‌شد در یوروپا یونیورسالیس ۴ ثبات کشور با امتیازهای پادشاهی اداری صورت می‌گیرد. شورش‌های در کشور معمولاً به علت تفاوت‌های دین یا فرهنگ یک استان با دین و فرهنگ کشور حاکم است. بازیکن باید شورشیانی که شکل‌های متفاوتی (مانند ملی‌گرایان، جدایی‌خواهان، دین‌گرایان یا رعیت‌ها) دارند را سرکوب کند.

### اقتصاد و تجارت

نقشه مناطق و مسیرهای تجاری.

بازیکن کنترل اقتصاد و بودجه کشور را در طول بازی در دست دارد. درآمدهای کشور از طریق تولیدات، تجارت و مالیات به دست می‌آید و هزینه‌ها شامل نگه‌داری ارتش و ناوگان و پرداخت توسعه فناوری و موارد مشابه است. بازیکن می‌تواند بودجه را با کاهش هزینه‌ها کنترل کند و همچنین می‌تواند از بانک وام بگیرد. برخلاف نسخه‌های پیشین سری که وام باید در مدت زمان معینی پرداخت می‌شد، در یوروپا یونیورسالیس ۴ بازیکن می‌تواند زمان پرداخت آن را به تعویق بیندازد.
سیستم تجارت در یوروپا یونیورسالیس ۴ نسبت به نسخه‌های پیشین نیز تغییر کرده‌است. پیش از این تجارت فقط در مناطق تجاری صورت می‌گرفت اما در یوروپا یونیورسالیس ۴ تجارت به صورت «راه‌های تجاری» دور جهان در حال گردش است. بازیکن می‌تواند از تجارت برای افزایش درآمد کشور استفاده کند و می‌تواند به مناطق تجاری بازرگان بفرستد. درآمد یک بازیکن از تجارت بستگی به مواردی همچو فاصله از مراکز تجاری و سیاست‌های تجاری یک کشور دارد.

### دیپلماسی و جنگ
در یوروپا یونیورسالیس ۴ دیپلماسی نقش کلیدی‌ای دارد. کشورها در بازی از طریق روابط دیپلماتیک با یک دیگر مرتبط هستند که می‌تواند منجر به اتحاد، توافق‌های گوناگون یا جنگ شود. روابط میان کشورها شاخصی میان -۲۰۰ تا ۲۰۰ دارد. بستگی به نوع کشور، بازیکن می‌تواند اعلان جنگ کند، با کشورهای دیگر وارد اتحاد نظامی شود، فعالیت‌هایی برای کشف اطلاعات دشمن انجام دهد، با دودمان حاکم کشورهای دیگر وارد اتحاد شخصی شود و فعالیت‌های اقتصادی علیه کشور دیگری (از جمله تحریم) و موارد مشابه انجام دهد. در موارد ویژه‌ای، بازیکن می‌تواند کنترل مقام پاپ یا حکم‌رانی امپراتوری مقدس روم را در دست بگیرد.
اگر بازیکن بدون داشتن کاسوس بلی به کشوری حمله کند ثبات و اعتبار کشور خدشه‌دار می‌شود. هنگام جنگ، بازیکن کنترل ناوگان و ارتشی را در دست دارد که بستگی به شرایط کشور دارد. ارتش‌ها شامل نیروهای پیاده‌نظام، سواره‌نظام و توپخانه و ناوگان شامل کشتی‌های سنگین و سبک، گالی و کشتی‌های ترابری برای سربازان است. ارتش‌های کوچک‌تر می‌توانند یکی بشوند و ارتش‌های بزرگ‌تر تشکیل بدهند یا برعکس. اگر دو ارتش دشمن در یک استان به یکدیگر برخورد کنند یک نبرد میان دو ارتش رخ می‌دهد. نتیجه نبرد بستگی به روحیه جمعی ارتش‌ها و سطح فناوری نظامی کشوری که آن ارتش‌ها متعلق به آن است دارد. ارتشی که تمامی روحیه خود را از دست بدهد نبرد را می‌بازد و از آن استان که نبرد در آن رخ داد به استانی دوردست فرار می‌کند. حمله موفق به یک استان دشمن منجر به محاصره آن می‌شود که اگر موفق واقع شود بازیکن آن استان را «اشغال» می‌کند و اگر آن استان در آن یک «دژ» داشته باشد ممکن است محاصره برای مدتی به طول انجامد. در توافق‌های صلح میان کشورها هدف اصلی گرفتن استان‌ها است، البته کاسوس بلی‌هایی هستند که ممکن است امکان گرفتن استان را منع کند. در توافق‌های صلح امکان گرفتن پول، توافق‌های تجاری یا جدا کردن کشوری از کشور دشمن نیز وجود دارد.

## توسعه
نخستین بررسی‌ها برای ساخت یوروپا یونیورسالیس ۴، مدت کوتاهی پس از منتشر کردن آخرین محتوای قابل دانلود برای بازی یوروپا یونیورسالیس ۳ صورت گرفت. ساخت بازی در سپتامبر ۲۰۱۱ آغاز شد. این بازی برای نخستین بار به صورت رسمی در اوت ۲۰۱۲ معرفی شد.یوروپا یونیورسالیس ۴ توسط پارادوکس دولوپمنت استودیو، یک شرکت فرعی پارادوکس اینتراکتیو ساخته شد. این بازی توسط یوهان اندرسون و توماس یوهانسون، طراح اصلی ساخته شد. پس از ساخت یوروپا یونیورسالیس ۳، استودیوی ساخت تصمیم گرفت که نسخه جدید با نسخه‌های پیشین تفاوت زیادی نداشته باشد. به جای آن، تصمیم گرفته شد که عناصر و مکانیک‌هایی که از پیش در بازی بودند را توسعه دهند که البته مانع افزودن مکانیک‌های نو نشد. یکی از مکانیک‌های جدید امتیازهای پادشاهی بود که حاکمان کشورها با آن سنجیده می‌شدند. این سیستم از بازی دیگر پارادوکس، پادشاهان صلیبی ۲ در سال ۲۰۱۲ گرفته شد. تغییرات مشابهی برای سیستم تجارت بازی نیز در نظر گرفته شد که در این نسخه برای راحتی بازیکنان خلاصه‌تر شده بود. در انتها، بزرگترین تغییر موتور بازی کلازویت انجین بود که از گرافیک‌های سه بعدی پشتیبانی می‌کرد.
وظیفه یوهانسون «نرم کردن» ژانر وارگیم راهبرد کلان بود زیرا در آن دوران این ژانر فقط ویژه بازیکنان حرفه‌ای شناخته می‌شد. از این رو تغییرات رابط کاربری، بازی برای بازیکنان خواناتر شد. اندرسون در عوض اظهار داشت که می‌خواهد بازی‌ای درست کند که خود بتواند آن را تجربه کند و این چیزی بود که در روند ساخت به او کمک می‌کرد. او همچنین خاطر نشان کرد که یوروپا یونیورسالیس ۴ از لحاظ پیچیدگی تفاوت بازی با قسمت‌های پیشین تفاوتی ندارد. اندرسون همچنین تصمیم گرفت که سیستم رخدادهای تاریخی را برگرداند، به‌طور مثال اگر در انگلستان شرایط بحرانی رخ بدهد ممکن است شرایطی مانند جنگ رزها پیش بیاید. از روی دیگر نحوه اداره کردن امپراتوری‌ها متعادل شد تا بازی فقط امپراتوری‌های روی تخته نباشد. علی‌رغم شباهت‌ها با سری تمدن در اداره کردن امپراتوری‌ها، یوروپا یونیورسالیس ۴ هدف خاصی برای بازیکن قرار نمی‌دهد. یوهانسون آن را به یک بازی سندباکس مقایسه کرد که بازیکن می‌تواند هر هدفی برای خود داشته باشد.
این بازی در ۱۳ اوت ۲۰۱۳ توسط پارادوکس اینتراکتیو برای سکوهای ویندوز، مکینتاش و یونیکس منتشر شد. این بازی از طریق سامانه دیجیتال انتشار بازی استیم نیز منتشر شد.
پس از عرضه بازی، توسعه و نگهداری بازی همانگونه که در پادشاهان صلیبی ۲ با محتوای قابل دانلود پولی که گاه‌به‌گاه عرضه می‌شد انجام شد و به‌روزرسانی‌های رایگان که ویژگی‌های نو می‌افزود نیز در کنار آن عرضه می‌شد. در تاریخ آوریل ۲۰۲۱، تا کنون ۱۷ بسته گسترشی اصلی برای بازی منتشر شده‌اند و محتواهای قابل دانلود دیگری که گرافیک را بهبود می‌دهند یا موسیقی متن تازه اضافه می‌کنند نیز منتشر شده‌اند.

## بسته‌های گسترشی
شماری از محتواهای قابل دانلود توسط پارادوکس اینتراکتیو برای بازی عرضه شده‌اند.
تمامی دی‌ال‌سی‌ها انتخابی هستند. بزرگ‌ترین دی‌ال‌سی‌ها به شکل بسته‌های گسترشی (Expansion) عرضه می‌شوند که به شکل بزرگی مکانیسم‌ها و ویژگی‌های بازی را تحت تأثیر قرار می‌دهند. همچنین پک‌های چاشنی (Flavor packs) برای بازی کردن به عنوان کشورهای تعیین شده و رخدادهای آن کشور قرار دارد. پک‌های موسیقی نیز برای تنوع موسیقی پیش‌زمینه نیز ارائه شدند. همچنین ای‌بوک‌هایی (e-book) توسط پارادوکس اینتراکتیو عرضه شده‌اند که برروی خود بازی هیچ تأثیری ندارد.
در مارس ۲۰۲۱ پارادوکس اینتراکتیو یک سیستم اشتراکی برای محتواهای قابل دانلود بازی معرفی کرد.
شرکت پارادوکس اینتراکتیو برای یوروپا یونیورسالیس ۴ بسته‌های گسترشی زیر را تهیه کرده‌است:
| نام          | به‌روزرسانی رایگان | روز عرضه        | بسته گسترشی کامل | اطلاعات |
| ------------ | ----------------- | --------------- | ---------------- | --- |
| فتح بهشت     | ۱٫۴               | ۱۱ ژانویه ۲۰۱۴  | Yes              | فتح بهشت بر جهان نو تمرکز دارد. این محتوای قابل دانلود برای کشورهای قبیله‌ای، به‌ویژه سرخ‌پوستان ایالات متحده آمریکا مکانیسم‌های تازه‌ای اضافه می‌کند. همچنین یک ژنراتور افزوده شده‌است که با استفاده از آن نقشه آمریکای شمالی و جنوبی به‌طور کامل تغییر می‌کند. به‌روزرسانی ۱٬۴ همچنین منطاق استعماری، کشورهای تحت‌الحمایه و کشورهای نو و ویژگی‌های کوچک و درست کردن باگ‌ها را به بازی آورد. |
| ثروت ملل     | ۱٫۶               | ۲۹ مه ۲۰۱۴      | Yes              | ثورت ملل که پس از کتابی نوشته آدام اسمیت نام‌گذاری شده‌است، برای جمهوری‌های دریایی در بازی مکانیک‌های نوینی می‌افزاید. برجسته‌ترین ویژگی‌ها شامل شرکت‌های اجاره‌ای، دزدان دریایی و ساخت‌وساز کانال‌های سوئز، پاناما و کانال کیل است. به‌روزرسانی ۱٬۶ که در کنار این بسته منتشر شد مکانیک‌های نوینی مانند به رقیب شناختن کشورها، سیسات‌ها و گونه‌های جدید کشتی به بازی افزود. |
| رس پابلیکا   | ۱٫۷               | ۱۶ ژوئیه ۲۰۱۴   | Yes              | رس پابلیکا, که در لاتین به معنای «امور عمومی» است، ریشه واژه جمهوری است. این بسته گسترشی بر تجارت و حکومت در بازی تمرکز دارد. مکانیسم‌های تازه‌ای برای سیستم انتخابات جمهوری‌ها، و رخدادهایی برای جمهوری هلند و سیستم آن معرفی شده‌اند. حکومت جمهوری دیکتاتوری نیز معرفی شده‌است. به‌روزرسانی ۱٬۷ نیز گروه‌های ایده تازه. برای جمهوری‌های دریایی حزب‌های گوناگونی افزوده‌است. |
| هنر رزم      | ۱٫۸               | ۳۰ اکتبر ۲۰۱۴   | Yes              | هنر رزم, که پس از کتابی با همین نام نوشته سون تزو نام‌گذاری شده‌است، بر مکانیسم‌های نظامی تمرکز دارد. این بسته گسترشی دوران جنگ سی‌ساله و عصر ناپلئون را گسترش می‌دهد و دیپلماسی (به ویژه دیپلماسی مربوط به جنگ و پیمان‌های صلح), مکانیک کشورهای تبعه، و گزینه‌های جدید برای جنگ به راه انداختن را به بازی می‌افزاید. به‌روزرسانی ۱٬۸ میان چیزهای دیگر نحوه کار کردن شورش‌ها، مناطق تجاری و بهبود هوش مصنوعی بازی و بهبود گیم‌پلی بازی را به بازی افزود. بیش از ۹۰۰ استان به بازی، به ویژه در مناطقی که پیش‌تر فاقد جزئیات بودند، مانند آسیا و آفریقا افزوده شد. |
| ال‌دورادو     | ۱٫۱۰              | ۲۶ فوریه ۲۰۱۵   | Yes              | ال‌دورادو, که پس از ال‌دورادوی اسطوره‌ای نام‌گذاری شده‌است، بیشتر بر کشورهای آمریکای مرکزی و آمریکای جنوبی تمرکز دارد. این شامل بهبودهای دین‌های آزتک، اینتی و مایا، یک شمار «عذاب» برای قبایل آمریکای مرکزی، مکانیک‌های بهبودیافته و رخدادهای گوناگون است. اکتشاف و استعمار مناطق گوناگون نیز بهبود یافته‌است - به‌طور مثال، پیمان تردسییاس به بازی افزوده‌شده‌است و می‌توان برای اکتشاف ترا اینکوگنیتا و جستجو برای هفت شهر طلا کنکیستادور استخدام کرد. یک سیستم طراحی کشور دلخواه نیز افزوده شده‌است. در به‌روزرسانی ۱٬۱ برای کشورهای آمریکای جنوبی و آمریکای مرکزی رویدادهای تازه‌ای افزوده‌شده و در همان مناطق زمین بهبود یافته و گیم‌پلی بهبودهای کلی پیدا کرده‌است.                                                  |
| عقل سلیم     | ۱٫۱۲              | ۹ ژوئن ۲۰۱۵     | Yes              | عقل سلیم, که پس از رساله‌ای با همین نام نوشته توماس پین نام‌گذاری شده‌است، برروی دیپلماسی و دین و توسعه داخلی کشور تمرکز دارد. گبم‌پلی دین‌ها تغییر کرده‌است، به‌ویژه پروتستان و بودیسم و حکومت دینی نیز به بازی افزوده شده‌است. مجلس‌ها به بازی افزوده شده‌اند و یک حکومت مجلسی به پادشاهی انگلستان داده شده‌است. به‌روزرسانی ۱٬۱۲ که در کنار بسته منتشر شد ۵ دین به منطقه آسیا افزوده شده و سیستم صلح کشورها تغییر کرده‌است، و نحوه کار استحکامات قلعه‌ها و تاراج استان‌ها به کل از نو ساخته شد. شمار ساختمان‌های قابل ساخت در یک استان کمتر اما هر شمار باارزش‌تر شد. |
| کازاک‌ها      | ۱٫۱۴              | ۱ دسامبر ۲۰۱۵   | Yes              | کازاک‌ها, که پس از سربازان کازاک اروپای شرقی و استپ اوراسیا نام‌گذاری شده، سیستم نو «طبقه‌بندی» را افزود، مکانیسم‌های دین تنگری تغییر یافته‌اند و برای حکومت‌های استپی حکومت جدید افزوده شده‌است. دیگر ویژگی‌ها شامل تهدید برای جنگ و آموختن فناوری از کشورهای دیگر و سیستم کارت‌های پیروزی است. به‌روزرسانی ۱٬۱۴ رابط کاربری را بهبود داد و نحوه کار کردن سربازان مزدور را تغییر داد. |
| مره نوسترام  | ۱٫۱۶              | ۵ آوریل ۲۰۱۶    | Yes              | مره نوسترام, که در زبان لاتبن به معنای «دریای ما» است نام رومی برای دریای مدیترانه بود. همان‌طور که از نامش پیداست، این بسته گسترشی بر جنگ دریایی، تجارت و جاسوسی تمرکز دارد. در این بسته گسترشی امکان محاصره استان‌ها با استفاده از کشتی یا شکار کشتی‌های دیگر وجود دارد. امکان ساخت اتحادیه تجاری و پیشنهاد کوندوتیرو به کشورهای دیگر برای پول نیز وجود دارد. ,یک ویژگی جدید به عنوان جدول زمانی نیز افزوده شده‌است که با استفاده از آن می‌توان از ابتدای بازی تا جایی که بازیکن پیش رفته‌است پیشرفت کشور خود و پیشرفت جهان بازی را ببیند. به‌روزرسانی ۱٬۱۶ که در کنار بسته منتشر شد، چندین حالت نقشه تازه، سیستم جدید برای ایالت‌ها و مناطق بازی، سیستم فساد در کشور و استان‌های جدید در آفریقا و ایرلند افزود. |
| حقوق انسان   | ۱٫۱۸ «پروس»       | ۱۱ اکتبر ۲۰۱۶   | Yes              | حقوق انسان از کتابی با این نام نوشته توماس پین الهام گرفته شده‌است. سیستم قدرت‌های بزرگ جهانی که در آن هشت کشور برتر بازی از لحاظ توسعه کشوری به عنوان «قدرت بزرگ» شناخته می‌شوند و به گزینه‌های دیپلماتیک جدیدی دسترسی دارند معرفی شده‌است. همچنین برای پادشاهی پروس و امپراتوری عثمانی حکومت ویژه خودشان معرفی شده‌است و مکانیسم‌های نوینی برای جمهوری‌های انقلابی، شخصیت‌های حاکمان و خاصیت حاکمان افزوده شده‌اند. به‌روزرسانی ۱٬۱۸ مکانیسمی به نام نهاد (Institution) به بازی افزوده‌است که شاخصی برای فناوری است و سیستم فناوری خود دچار تغییراتی شده‌است. |
| فرمان آسمان  | ۱٫۲۰ «مینگ»       | ۶ آوریل ۲۰۱۷    | Yes              | فرمان آسمان, که از مفهوم سیاسی چینی باستان فرمان آسمان الهام گرفته‌است، بر منطقه آسیای شرقی و مکانیسم تازه «امپراتوری چین» تمرکز دارد و مکانیسم‌های تازه‌ای مانند شایسته‌سالاری، قابلیت استفاده از بنر توسط کشورهای منچو، و سیستم جدید حکومت شوگونی به بازی افزوده شده‌اند. یک سیستم جدید «عصرها» هستند که بر دوران مشخص تاریخی تمرکز دارند. به‌روزرسانی ۱٬۲۰ سیستم «عصرها» را به‌طور رایگان اما بدون هیچگونه مزیتی به بازی خام می‌افزاید و مکانیک‌هایی مانند میزان خرابی استان‌ها و میزان مطلق‌گرایی نیز به بازی افزوده شدند. |
| روم سوم      | ۱٫۲۲ «روسیه»      | ۱۴ ژوئن ۲۰۱۷    | N                | روم سوم به این مفهوم که دوک‌نشین بزرگ مسکو (و بعدتر امپراتوری روسیه) وارثان امپراتوری بیزانس هستند اشاره دارد، بنابراین مفهوم روسیه روم سوم است. این بسته حکومت تزاری، دین ارتدکس را گسترش می‌دهد و گروه ایده «جبه سیبری» برای روسیه را به بازی می‌افزاید. به‌روزرسانی ۱٬۲۲ برای کشورهای فرهنگ روس چاشنی اضافه کرد. |
| گهواره تمدن  | ۱٫۲۳ «ایران»      | ۶ نوامبر ۲۰۱۷   | Yes              | گهواره تمدن نام خود را از این می‌گیرد که هلال حاصلخیز خانه یکی از باستانی‌ترین گهواره‌های تمدن است. این بسته سیاست‌های تجاری، حرفه‌ای‌گری نظامی و تمرین نظامی برای ارتش‌ها و مکتب‌های فلسفی مسلمان به بازی می‌افزاید و کشورهای سلطنت مملکوک و ایران صفوی حکومت‌های خود را گرفتند. به‌روزرسانی ۱٬۲۳ بیش از ۸۰ استان به منطقه خاورمیانه و ۵ کالای تجاری جدید به بازی افزود. |
| رول بریتانیا | ۱٫۲۵ «انگلستان»   | ۲۰ مارس ۲۰۱۸    | N                | رول بریتانیا از آهنگ توماس آرنی، فرمانروایی کن، بریتانیا! الهام گرفته‌است. این بسته دین انگلیکان، ماموریت‌های گوناگون برای کشورهای بریتانیایی، و دکترین‌های دریایی را به بازی افزود. به‌روزرسانی ۱٬۲۵ به جزایر بریتانیا و پادشاهی فرانسه استان‌های جدیدی افزود و سیستم مأموریت نوینی برای بازی معرفی شد. |
| درمه         | ۱٫۲۶ «گورکانیان»  | ۶ سپتامبر ۲۰۱۸  | Yes              | درمه پس از مفهوم حاضر در ادیان هندی مانند هندوئیسم، بودیسم، و آیین سیک نام‌گذاری شده‌است. این بسته مکانیک اصلاحات حکومتی، یک سیستم سیاست از نو ساخته‌شده و شمار زیادی از مأموریت و چاشنی برای کشورهای هندی معرفی کرده‌است. به‌روزرسانی ۱٬۲۶ همچنین یک نقشه نوساز از آسیای جنوبی را آورد و نحوه کار سیاست‌ها تغییر کرد. |
| عصر طلایی    | ۱٫۲۸ «اسپانیا»    | ۱۱ دسامبر ۲۰۱۸  | N                | عصر طلایی نام خود را از عصر طلایی اسپانیا می‌گیرد. این بسته برروی ماموریت‌ها و چاشنی برای کشورهای شبه‌جزیره ایبری و مغرب تمرکز دارد و مکانیسم‌های جدیدی برای استعمار و دزدان دریایی افزوده شده‌است. به‌روزرسانی ۱٬۲۸ برای کشورهای ایبریایی و آفریقای شمالی ماموریت‌ها و رویدادهای جدیدی می‌افزاید. |
| امپراتور     | ۱٫۳۰ «اتریش»      | ۹ ژوئن ۲۰۲۰     | Yes              | امپراتور به سیستم امپراتوری روم مقدس تغییرات بسیاری افزود و سیستم‌های انقلاب و کلیسای کاتولیک و شورای ترنت کاملاً از نو ساخته شدند. در به‌روزرسانی ۱٬۳۰ سراسر اروپا نقشه را دچار دگرگونی زیادی شد، انقلاب صنعتی به بازی افزوده شد، سیستم طبقاتی از نو ساخته شد، سیستم سربازان مزدوری نیز از نو ساخته شد. برای کشورهای گوناگونی نیز مأموریت و ریودادهای چاشنی افزوده شد. |
| لویاتان      | ۱٫۳۱ «ماجاپاهیت»  | ۲۷ آوریل ۲۰۲۱   | Yes              | لویاتان, که پس از کتابی با همین نام نوشته توماس هابز، بر این تمرکز می‌کند که به بازیکن برای «بلند» بازی کردن گزینه‌های مختلفی بدهد. این بسته گسترشی بر توسعه در استان‌ها و سیستم جدید کشورهای استعماری و سیستم خدمت انجام داد. به‌روزرسانی ۱٬۳۱ در مناطق آمریکای شمالی، آسیای جنوب‌شرقی و اقیانوسیه تغییراتی انجام داد و بازی‌کردن به‌عنوان بومیان جزیره استرالیا و مردم جزایر اقیانوس آرام فراهم شد. |
| ریشه‌ها       | ۱٬۳۲ «سنغای»      | ۱۱ نوامبر ۲۰۲۱  | N                | ریشه‌ها که پس از نظریه خاستگاه انسان از آفریقا نام‌گذاری شده بر ماموریت‌ها و رویدادهای جدید برای کشورهای امپراتوری مالی، امپراتوری سنغای، پادشاهی کنگو، امپراتوری اتیوپی، سلطنت اجوران، سلطنت کیلوا و پادشاهی موتاپا تمرکز دارد. این پک همچنین برای دین یهودیت در بازی ویژگی‌هایی افزوده‌است. از جمله دیگر تغییرات می‌توان از مدل‌های سربازان، مدل‌های مبلغان و آهنگ‌های دارای پس‌زمینه آفریقایی نام برد. به‌روزرسانی رایگان ۱٬۳۲ که همراه با این بسته گسترشی عرضه می‌شود، بناها، کشورهای قابل تشکیل و تغییرات نقشه‌ای و ویژگی‌هایی به منطقه آفریقای سیاه می‌افزاید. |
| شیرهای شمال  | ۱٬۳۴ «سوئد»       | ۱۳ سپتامبر ۲۰۲۲ | N                | شیرهای شمال، به قلمروهای کنارهٔ دریای بالتیک در اروپای شمالی اشاره دارد. این بستهٔ گسترشی مأموریت‌های جدیدی به کشورهایی مانند دانمارک، سوئد، نروژ، گوتلاند، لهستان، لیتوانی، شوالیه‌های تتونیک، شوالیه‌های لیوونی و ریگا می‌افزاید. اصلاحات دولتی و سربازان گوناگونی برای کشوران این ناحیه نیز افزوده شده‌اند. |

### ماد
علاوه بر بسته‌های گسترشی بازی، مادهای شخص ثالث در وبگاه‌هایی مانند ورکشاپ استیم در دسترس هستند. مادها می‌توانند زمینه بازی را تغییر دهند، ویژگی‌هایی را حذف یا اضافه کنند و گرافیک بازی را بهبود ببخشند. مادهای پرطرفدار این بازی شامل «خط زمانی گسترش‌یافته» (Extended Timeline) که بازی را از سال ۲ تا ۹۹۹۹ میلادی گسترش می‌دهد، اثربخشی از بازی تاج‌وتخت به نام «ترانه آتش و یخ» و مادهایی که کاملاً بازی را تغییر می‌دهند نیز وجود دارند، است.

## بازتاب‌ها
| گردآورنده | امتیاز |
| --------- | ------ |
| متاکریتیک | 87/100 |

| ناشر                     | امتیاز |
| ------------------------ | ------ |
| دستراکتید                | 95/100 |
| گیم‌اسپات                 | 90/100 |
| آی‌جی‌ان                   | 8.9/10 |
| پی‌سی گیمر (ایالات متحده) | 91/100 |

یوروپا یونیورسالیس ۴ در کل با نقدهای مثبتی روبرو شد و در وبگاه متاکریتیک نمره ۸۷ از ۱۰۰ را به دست آورد. منتقدان بهبودهای بازی نسبت به یوروپا یونیورسالیس ۳، به ویژه مکانیک‌های جدید و گرافیک بازی را ستودند. تی.جی. هفر از وبگاه پی‌سی گیمر بازی را به عنوان «شبیه‌سازی جذابی که افراد میان بازیکنان تمدن ۵ و فدائیان سبک راهبرد کلان را به سوی خود می‌کشاند» توصیف کرد. نقدهای منفی بازی بیشتر به‌خاطر راهنمای بازی، مکانیک‌های بازی و باگ‌ها بود. در سال ۲۰۱۳ یوروپا یونیورسالیس ۴ در جوایز گیم دیبیتز جوایز «بهترین بازی تاریخی» و «بهترین بازی استراتژی» را برد.
با وجود اینکه بازی نقدهای مثبتی داشت، از سیاست انتشار بسته‌های گسترشی و محتوای پولی پارادوکس شکایت‌هایی وارد شده‌است. بسته گسترشی لویاتان با ۷٪ بازخورد مثبت، بدترین عرضه در تاریخ فروشگاه استیم تاکنون نام گرفت. بازیکنان به دلیل باگ‌های فراوان و ویژگی‌های ارزیابی‌نشده و زود عرضه شده از آن شاکی بودند. بازی یوروپا یونیورسالیس ۴ که در سال ۲۰۱۳ عرضه شد، تاکنون ۳۳ بسته گسترشی و پک‌های دیگر به همراه خود داشت. در ۵ ژوئیه ۲۰۱۹، رئیس پیشین شرکت پارادوکس اینتراکتیو فردریک وستر، در توئیتر اظهار داشت که «هر بار که ما یک بسته گسترشی عرضه می‌کنیم، در کنار آن یک بروزرسانی رایگان نیز بیرون می‌دهیم و حتی اگر دی‌ال‌سی را نخرید، همچنان بازی شما بروز خواهد شد. بدون استفاده از این سیاست ما نمی‌توانیم بودجه پشتیبانی از بازی را تأمین کنیم.» وستر اظهار کرد که این گونه سیاست «بی عیب و نقص» نیست و بازیکنان جدید ممکن است از میزان دی‌ال‌سی‌ها «بترسند». او ادامه داد که هر بار که یک بسته گسترشی عرضه می‌شود، قیمت دی‌ال‌سی‌های دیگر تخفیف می‌خورند و گفت «مانند هر کسب و کار دیگری، اگر فکر می‌کنید ارزش ندارد آن را نخرید. بازی‌های پارادوکس از این مورد استثناء نیستند.» در فوریه ۲۰۲۱، پارادوکس یک سیستم اشتراکی عرضه کرد که در آن با بازیکنان با دادن ۵ دلار هر ماه می‌توانند به تمامی بسته‌های گسترشی و محتواهای اضافی بازی دسترسی داشته باشند.